# Larry Crowne
Larry Crowne é um filme norte-americano de 2011, coproduzido, coescrito, dirigido e estrelado por Tom Hanks.

## Sinopse
Larry Crowne, um veterano de meia-idade da Marinha, é demitido de seu emprego em uma grande loja devido à falta de educação universitária, apesar de sua antiguidade e trabalho exemplar. Tenta obter novo emprego mas sem sucesso. Matricula-se em uma instituição e  substitui seu carro por uma econômica scooter, adquirida com seu vizinho, Lamar. Passa a  trabalhar de cozinheiro no restaurante do amigo Frank, veterano como ele da Marinha dos Estados Unidos. Endividado com a hipoteca de sua casa, muda-se de lá. Envolve-se com sua professora de oratória, Sra. Tainot, desmotivada com sua profissão e vivendo problemas conjugais com seu marido desempregado.

## Elenco
- Tom Hanks .... Larry Crowne
- Julia Roberts .... professora Mercedes Tainot
- Cedric the Entertainer .... Lamar
- Taraji P. Henson .... B'Ella
- Gugu Mbatha-Raw .... Talia
- Wilmer Valderrama .... Dell Gordo
- Bryan Cranston .... Dean Tainot
- Pam Grier .... Frances
- Rami Malek .... Steve Dibiasi
- Maria Canals Barrera .... Lala/Celestina
- Rita Wilson .... Sra. Gammelgaard
- George Takei .... Dr. Ed Matsutani

## Crítica
O filme recebeu em geral resenhas negativas. "Hanks tentou acrescentar tintas de crítica social, retrato deste momento, mas lhe faltou mais acidez, mais empenho", segundo Rubens Ewald Filho. Para Julia Moura do Jornal do Brasil, "o protagonista da trama (Hanks de novo) tenta, mas não consegue conquistar o espectador."